# Hartmut Zühlke
Hartmut Zühlke (* 26. April 1936 in Marienthron, Kreis Neustettin; † 10. August 2019) war ein deutscher Biochemiker und Diabetesforscher. Er wirkte von 1982 bis 1992 als Professor für Biochemie an der Universität Greifswald und von 1994 bis 2001 an der Medizinischen Hochschule Hannover.

## Leben
Hartmut Zühlke studierte ab 1954 Chemie an der Ernst-Moritz-Arndt-Universität Greifswald, an der er 1965 im Bereich der anorganischen Chemie auch promovierte. Anschließend wechselte er an das Zentralinstitut für Diabetes in Karlsburg bei Greifswald, an dem er eine Abteilung für Proteinchemie aufbaute. Im Jahr 1974 wurde er in Greifswald im Bereich der molekularbiologischen Diabetesforschung habilitiert, vier Jahre später folgte die Ernennung zum Dozenten. Forschungsaufenthalte im Ausland absolvierte er unter anderem 1974/1975 in Chicago und 1979 bei den Hagedorn Research Laboratories in Gentofte.
1982 wurde er zum ordentlichen Professor für Biochemie an die Universität Greifswald berufen, an deren medizinischer Fakultät er von 1985 bis 1990 auch als Forschungsdirektor tätig war. Nach der politischen Wende in der DDR und der Wiedervereinigung wurde er 1992 aus politischen Gründen zunächst vom Dienst suspendiert, später jedoch von allen Vorwürfen freigesprochen und in vollem Umfang rehabilitiert. Während seiner Suspendierung arbeitete er unter anderem als Gastwissenschaftler am Karolinska-Institut bei Stockholm. Da seine Professur in Greifswald zwischenzeitlich neu vergeben worden war, stimmte Hartmut Zühlke einem entsprechenden Vergleich zu.
1994 wurde er Professor für das Fach Biochemie an der Medizinischen Hochschule Hannover (MHH), an deren Institut für Physiologische Chemie er auch eine eigene Arbeitsgruppe aufbaute. Sieben Jahre später wurde er mit Erreichen seines 65. Lebensjahres in den Ruhestand verabschiedet.

## Schriften (Auswahl)
- mit Horst Bibergeil, Hubert Seipelt: Pathobiochemie und Pathophysiologie des Kohlenhydratstoffwechsels unter besonderer Berücksichtigung des Diabetes mellitus. Volk und Gesundheit, Berlin 1984.
- Mitautor von: Horst Bibergeil (Hrsg.): Diabetes mellitus: Ein Nachschlagewerk für die diabetische Praxis. 3., erweiterte, neugestaltete Auflage. Fischer, Jena 1989.